# Luis Ruiz Guiñazú
Luis José Ruiz Guiñazú fue un abogado y político argentino, que se desempeñó como gobernador del Territorio Nacional del Chubut entre 1912 y 1913. Fue también miembro y presidente de la Cámara de Diputados de la Provincia de Buenos Aires y magistrado judicial.

## Biografía
Hijo de Dolores Guiñazú de Altamira Silva y Luis Miguel Ruiz de Grijalba Ibarra, era hermano de Enrique Ruiz Guiñazú.
Fue juez letrado del Territorio Nacional del Río Negro entre 1903 y 1906, con asiento en Choele Choel.
En 1912 fue designado gobernador del Territorio Nacional del Chubut por el presidente Roque Sáenz Peña, ocupando el cargo hasta 1913. Durante su mandato, creó comisiones censales en los departamentos del territorio. En marzo de 1913, participó en la primera conferencia de gobernadores de Territorios Nacionales, junto al director de Territorios Isidoro Ruiz Moreno, el ministro del Interior Indalecio Gómez y otros funcionarios nacionales. Formó parte de la comisión encargada de estudiar sobre las policías territoriales.
Fue elegido a la Cámara de Diputados de la Provincia de Buenos Aires por el Partido Conservador, desempeñándose como vicepresidente segundo del cuerpo en 1915 y como presidente de la Cámara entre 1916 y 1918.